# Днепровское (Николаевская область)
Днепровское (укр. Дніпровське) — село, расположенное на берегу Чёрного моря. Относится к Очаковскому району Николаевской области Украины.
Население курорта по переписи 2001 года составляло 219 человек. Почтовый индекс — 57543. Телефонный код — 5154. Занимает площадь 0,62 км².

## История
В 1946 году указом ПВС УССР село Сары-Камыши переименовано в Днепровское.

## Местный совет
57543, Николаевская обл., Очаковский р-н, с. Солончаки, ул. Очаковская, 23